# وايت كروكت
وايت كروكت (بالإنجليزية: Wyatt Crockett)‏ هو لاعب اتحاد الرغبي نيوزيلندي، ولد في 24 يناير 1983 في كرايستشرش في نيوزيلندا.

## وصلات خارجية
- وايت كروكت عل موقع إسبنسكروم (الإنجليزية)
- وايت كروكت على موقع ItsRugby.co.uk (الإنجليزية)